# フリードリッヒ・クリスチャンセン
フリードリッヒ・クリスチャンセン（Friedrich Christiansen、1879年12月12日 - 1972年12月3日）は、ドイツの海軍軍人、空軍軍人。最終階級は空軍航空兵大将。
第一次世界大戦では敵航空機20機及び飛行船1隻を撃墜した帝国海軍のエース・パイロットとして、第二次世界大戦ではオランダにおけるドイツ国防軍の司令官として活躍した。弟のカール・クリスチャンセンも海軍将校（海軍中佐）である。

## 生涯

### 生い立ち
デンマーク国境のシュレースヴィヒ＝ホルシュタイン州のヴィーク・アウフ・フェール生まれ。父は船長で、クリスチャンセン家は代々海に生きてきた一族である。1895年、商船隊に入り7年間勤務し、1901年にはMTBに志願した。1年後に彼は商船隊に戻り、2等航海士として数年間5本マストのプロイセン号（当時、世界最大の帆船）に乗船した。1913年から飛行学校で飛行術を学ぶ。飛行学校卒業後、パイロット免許No.707を手にすると、民間の飛行学校で教官となった。

### 第一次世界大戦の軍歴
1914年8月、軍に召集され海軍の飛行士としてジーブリュッケに配属された。ハンザ・ブランデンブルク W.12水上機に搭乗し、北海、英国海峡や英国上空を飛んだ。ドーバーとラムズゲート爆撃の戦功により二級鉄十字勲章を受勲した。1915年 - 1916年にクリスチャンセンは、ジーブリュッケの自分の戦隊をドイツ海軍トップクラスの飛行隊に育成しながら、数多くの偵察、爆撃任務に出撃し続けた。1916年4月27日、海軍砲兵少尉として1級鉄十字勲章とホーエンツォレルン騎士十字勲章を受勲した。
クリスチャンセンは、空戦で自身が初勝利を挙げたのは1917年5月15日のドーバー上空でのソッピース パップ撃墜であると主張している。1917年9月1日彼はジーブリュッケの海軍航空基地の指揮官になると同時に中尉に昇進した。同日、フェリックスストウ上空でポルテ F2B ベイビーを撃墜した。
クリスチャンセンは、1917年12月まで偵察、救難、爆撃任務に出撃し続け、飛行船C27撃墜を含める計440回の出撃をし、この時点で彼は、海軍の飛行士に授けられた僅か3つのうちの最初で水上機の飛行士では唯一のプール・ル・メリット勲章（「ブルーマックス」）も受勲していた。1918年、大尉昇進。
1918年2月15日、フェリックスストウ上空でカーティス H12B フライングボートを、4月24日と4月25日には更に2機を、6月には3機以上のフェリックスストウ F2Aを撃墜したと主張した。7月6日に彼はテームズ河口で英国の潜水艦HMS C25に奇襲をかけ、艦長と兵員5名の損害を負わせた。ドイツ海軍当局はこれを敵機撃墜に等しいと認定し、クリスチャンセンのスコアに1機追加された。航空機でない物にスコアが認定された極めて珍しい例である。1918年11月11日までにクリスチャンセン個人の撃墜数は総計13機にのぼり、何機かの共同撃墜数を加えると累計21機にもなった。

### 戦中間の活動

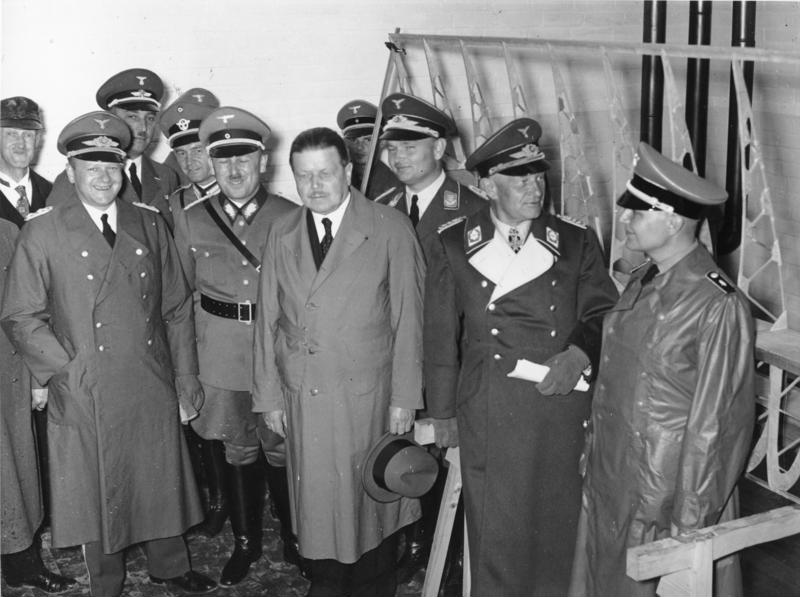
左からミルヒ、ネーゲル、オーネゾルゲ、クリスチャンセン（1937年）

1918年暮れのドイツ革命の後、クリスチャンセンはヴィルフェルト・フォン・ローヴェンフェルト率いる第3海兵旅団に参加した。1922年に彼は船長として再び商船隊の勤務に就いた。1929年にクラウディウス・ドルニエの会社にパイロットとして雇われるまで商船隊での仕事を続けた。ドルニエで勤務する間の1930年、彼は当時世界で最大の飛行艇ドルニエ Do Xのニューヨークまでの大西洋横断初飛行を行った。自身の華々しい経歴により結局クリスチャンセンは航空省によばれ、1933年から1937年までそこでの役職に就いた。1936年には少将に昇進した。
1937年、国家社会主義ドイツ労働者党入党（党員番号800,471）。同時に国家社会主義航空軍団（NSFK）の軍団長に任命され、中将に昇進した。軍団長の地位は1943年にアルフレート・ケラーと交代するまで保持している。1938年に彼は航空兵大将に任ぜられた。

### 第二次世界大戦の軍歴

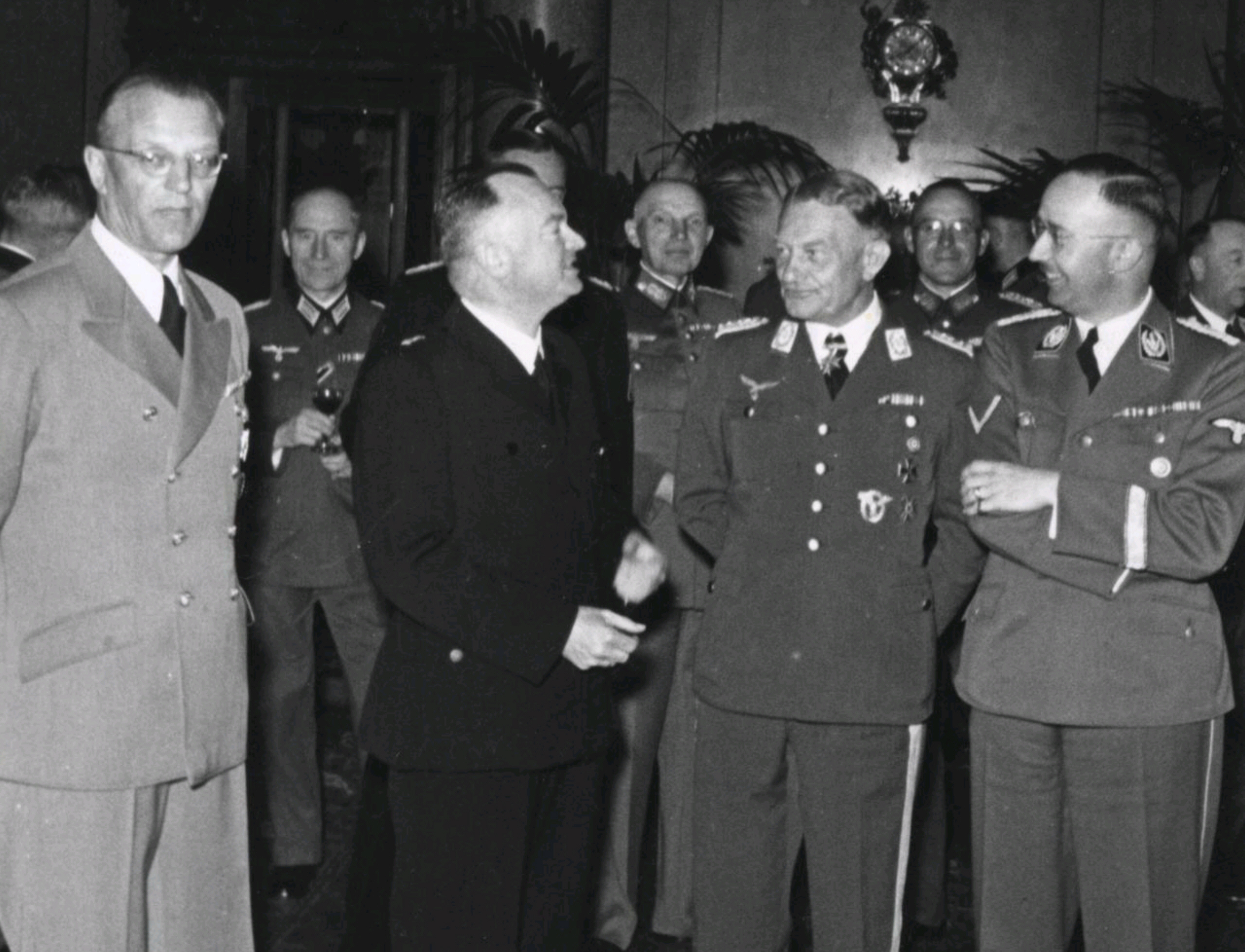
左からザイス＝インクヴァルト、ミュッセルト、クリスチャンセン、ヒムラー（1942年）

1940年5月29日、オランダ駐留ドイツ国防軍総司令官（ - 1945年4月7日）。1944年1月28日、第25軍司令官兼務（ - 1945年1月）。
戦後、戦争犯罪の罪で逮捕される。彼は1944年10月2日にオランダのヘルダーラント州・プテンの村の一斉検挙の命令を出していた。これはその地でドイツ軍のゾマース中尉がオランダのレジスタンスにより殺害されたことへの報復であった。プテン近郊のレジスタンス活動の報告を聞いたときこう言ったと記録されている。「やつら全員を壁に向けて立たせて、そこを焼き払え!」この報復感情に従って何名かの民間人が射殺され、村は焼き払われ、街の661名の男達は労働キャンプに強制移送された。彼らの大多数は帰ってこなかった。
1948年にアーネムで12年の禁固刑を宣告されたが1951年12月に釈放された。アウクルクで死去した。